# Guerre babylonienne
Guerres des Diadoques
Batailles
Guerres des Diadoques
- Hellespont
- Orcynia
- Crétopolis
- Paraitacène
- Gabiène
- Gaza
- Guerre babylonienne
- Salamine de Chypre
- Rhodes
- Ipsos
- Couroupédion

La guerre babylonienne oppose de 311 à 309 av. J.-C., dans le contexte des guerres des Diadoques, Antigone le Borgne, maître de l'Asie Mineure, à Séleucos, satrape de Babylonie. Elle se conclut par la victoire de ce dernier, mettant un point final aux tentatives de restauration de l'empire d'Alexandre le Grand, résultat confirmé par la bataille d'Ipsos en 301. Elle marque aussi la genèse de l'Empire séleucide en offrant à Séleucos le contrôle des satrapies orientales.

## Contexte historique
En 318-317 av. J.-C., Séleucos se rallie à Antigone le Borgne dans le conflit qui l'oppose à Eumène de Cardia, stratège d'Asie du régent de Macédoine, Polyperchon. Mais Séleucos est contraint de proposer une trêve à Eumène. Vainqueur de ce dernier, Antigone occupe la Babylonie en 316, car Séleucos aurait refusé d'abandonner les finances de sa satrapie, affichant l'ambition de reconstituer à son profit l'empire d'Alexandre. Séleucos fuit alors en Égypte et forme une coalition avec Ptolémée, Cassandre et Lysimaque.
La défaite infligée à Démétrios à la bataille de Gaza en 312, permet à Séleucos de reconquérir sa satrapie et de se lancer dans la conquête des provinces iraniennes (Perside, Médie, Parthie, etc.) grâce aux troupes confiées par Ptolémée.

## Déroulement

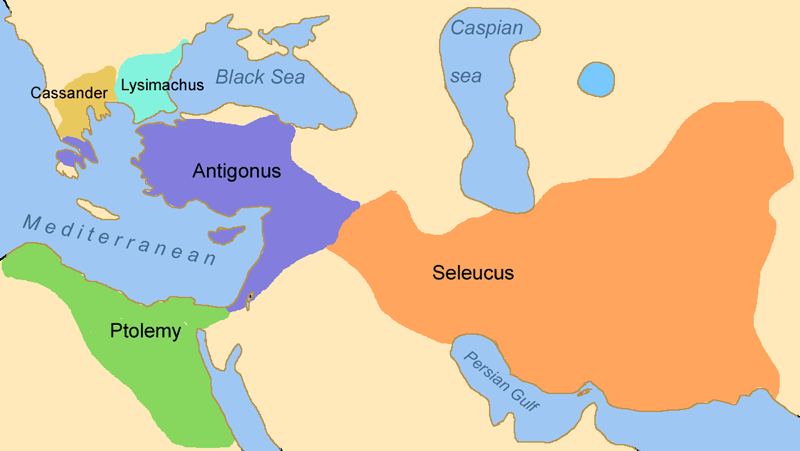
Les possessions des Diadoques après la paix de 311 av. J.-C.

La chronologie précise des événements est connue grâce aux chroniques babyloniennes intitulées Chronique des Diadoques qui fait démarrer l'ère séleucide à la date de 311 av. J.-C.
Renforcé par des vétérans macédoniens en provenance de Harran, Séleucos rejoint Babylone, son ancienne capitale, en mai 311 et se fait reconnaître comme le nouveau souverain. Seule la forteresse demeure occupée par une garnison fidèle à Antigone. Séleucos construit un barrage sur l'Euphrate afin de former un lac artificiel. En août, il fait soudainement rompre le barrage créant une vague qui détruit les murs de la forteresse. Les satrapes de Médie et d'Arie, fidèles à Antigone, décident d'intervenir à la tête d'une armée de 10 000 fantassins et 7 000 cavaliers, mais Séleucos les attend sur les rives du Tigre avec 3 000 fantassins et 400 cavaliers (septembre 311). En cachant ses hommes dans un marais, et par une attaque de nuit, Séleucos parvient à vaincre l'armée de Nicanor et Euagoras ; après quoi leurs troupes décident de se joindre à lui (novembre 311). C'est donc sans difficulté que Séleucos peut marcher à travers les montagnes du Zagros puis occuper Ecbatane et Suse.
La nouvelle de la défaite de Nicanor et d'Euagoras a dû atteindre Antigone au moment où il signe la paix avec les autres Diadoques (décembre 311). Cet accord fait de lui maître de « toute l'Asie » en oubliant ostensiblement Séleucos dans ce partage. Il ordonne donc à son fils Démétrios de rétablir l'ordre, lequel arrive en Babylonie au début du printemps 310, quand Séleucos est encore occupé dans les provinces orientales.
Bien que Démétrios soit parvenu à entrer dans Babylone, il n'a pas été en mesure de faire face à la résistance des partisans de Séleucos, et il est contraint de retourner en Syrie sans avoir atteint son but. Antigone occupe à nouveau Babylone à l'automne de 310, mais lui aussi est forcé de quitter la ville en mars 309. Les deux armées finissent par se rencontrer (à une date inconnue) : Séleucos ordonne à ses soldats de consommer leur repas pendant la nuit et lance l'attaque pendant que les soldats d'Antigone sont en train de déjeuner. Il remporte de cette façon une victoire décisive.

## Conséquences
Antigone est contraint d'accepter que les satrapies orientales échoient à Séleucos. Celui-ci peut alors tourner ses ambitions vers l'est. Déjà maître de la Babylonie, de la Susiane (région occidentale de l'Élam) et de la Médie, il place sous sa domination
la Perside, la Drangiane, la Sogdiane et l'Arie. Il atteint la vallée de l'Indus en 308 av. J.-C. et commence la lutte contre Chandragupta Maurya. La guerre de Babylone marque donc l'acte de naissance de l'empire séleucide qui perdure jusqu'au Ier siècle av. J.-C.
Quant à Antigone, il fait le choix après cet échec de concentrer ses ambitions vers la Grèce et la lutte contre Ptolémée et Cassandre. Paradoxalement la campagne de Babylone lui permet de renforcer sa présence en Europe et en Méditerranée orientale : en 306, il détruit la flotte lagide au large de Salamine de Chypre et se proclame roi d'Asie.

## Sources antiques
- Chronique des Diadoques, BCHP 3, ABC 10 : traduction en anglais
- Diodore de Sicile, Bibliothèque historique [détail des éditions] [lire en ligne], XIX.